# Schmiedl Tamás
Schmiedl Tamás (Sopron, 1964. december 4.) gitáros, énekes, hangmérnök, a Moby Dick és Bloody Roots együttesek alapítója, frontembere, fő dalszerzője.

## Pályafutása
13-14 évesen kezdett gitározni a The Beatles hatására, édesapja saját készítésű gitárján. Későbbi példaképei Tony Iommi, Jimmy Page, Glenn Tipton, K. K. Downing, James Hetfield és Kirk Hammett voltak. A gitározás alapjait Tujmer Gézától tanulta meg, akihez másodunokatestvérével, Mentes Norberttel együtt jártak. A két fiatal elhatározta, hogy zenekart alapítanak. 1980-ra találták meg a társakat, és megszületett a Moby Dick.

### Moby Dick
Schmiedl a Moby Dickben nem csak gitárosként, hanem énekesként is szerepet vállalt. Kezdetben hard rock és heavy metal stílusú dalokat írtak, de 1990-ben megjelent első nagylemezük már a jóval keményebb thrash metal stílust képviselte, és így váltak országosan ismert zenekarrá. Schmiedl mind a mai napig a Moby Dick egyik fő dalszerzője, esetenként szövegírója.

### Bloody Roots
A 2000-es évek második felében a Moby Dick lassabb fokozatra kapcsolt, nem készített új albumokat. Ekkor hozta létre Schmiedl a Bloody Roots nevű szólóprojektet, ahol különböző társszerzőkkel írt közösen dalokat, melyeket különböző vendégzenészekkel rögzített végül lemezre 2010-ben. A lemezbemutató koncertekre összeállt zenekarnak Schmiedl fia, Balázs, is tagja lett szólógitárosként. A projektből végül egy állandó zenekar alakult, ami 2012-ben újabb lemezt adott ki.

## MD Stúdió
Schmiedl 2003-ban eredetileg ideiglenes jelleggel hozta létre az MD Stúdiót Sopronban a Moby Dick Golgota című albumának felvételeinek idejére. Végül úgy döntött, hogy tovább fejleszti a stúdiót és tovább üzemelteti. Azóta több zenekar készített már felvételeket a stúdióban, és itt készülnek a Moby Dick és a Bloody Roots albumai is. Az MD Stúdió és hangmérnökként Schmiedl Tamás eddig négy alkalommal kapta meg "az év legjobb stúdióprodukciója" díjat a HangSúly zenei díj éves szavazásán. 